# 米德爾堡市政廳

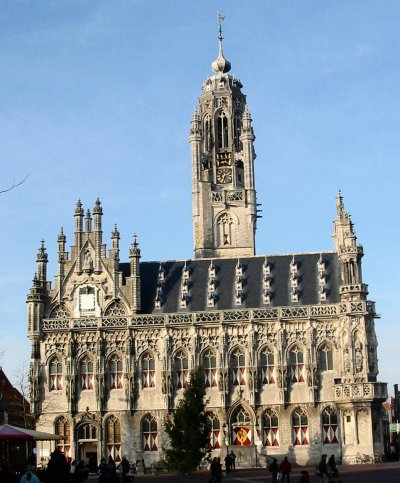

米德爾堡市政廳（Town hall of Middelburg）是位於荷蘭澤蘭省城市米德爾堡的一座建築，也是米德爾堡的市政廳。米德爾堡市政廳是荷蘭哥特式建築的代表作，始建於1452年，竣工於1520年。

## 外部連結
- https://web.archive.org/web/20150928174509/http://www.ucr.nl/Pages/default.aspx
- https://web.archive.org/web/20161021070907/https://bruiloft.nl/trouwen-in-middelburg#.VGX7pr4hHbI

51°29′56″N 3°36′39″E / 51.4989°N 3.6108°E